# David S. Broder

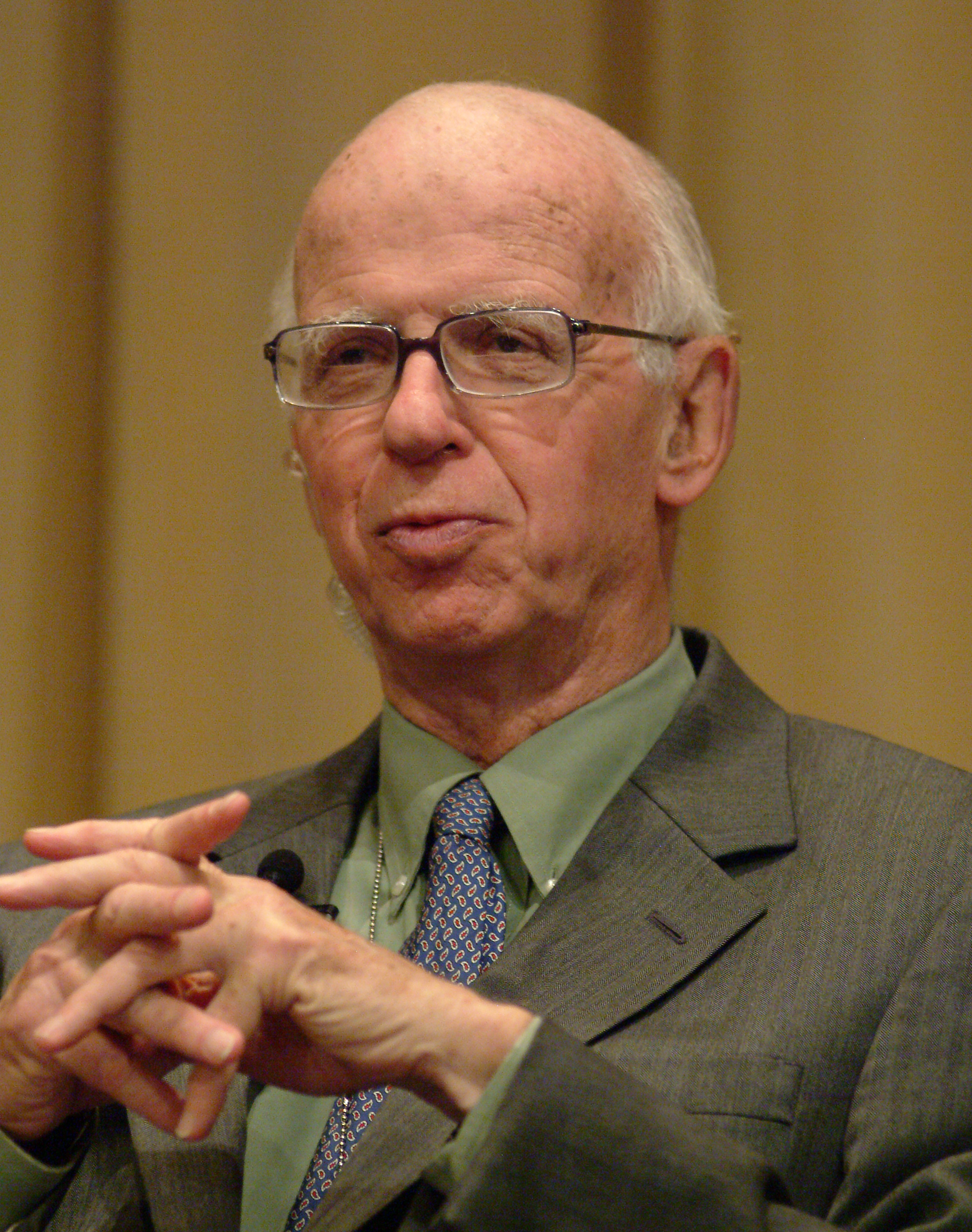
David S. Broder

David Salzer Broder (* 11. September 1929 in Chicago Heights, Illinois; † 9. März 2011 in Arlington, Virginia) war ein US-amerikanischer Journalist. Er schrieb über 40 Jahre lang für die Washington Post.

## Leben
Für seine Kolumnen in der Washington Post erhielt Broder 1972 den Pulitzer-Preis in der Kategorie Commentary. Beginnend mit der Präsidentschaftswahl 1956 zwischen Dwight D. Eisenhower und Adlai Ewing Stevenson berichtete Broder über 50 Jahre lang über jede Präsidentschaftswahl in den Vereinigten Staaten. 1990 wurde Broder in die American Academy of Arts and Sciences gewählt.